# Nderim Nedžipi
Nderim Nedžipi (mazedonisch Ндерим Неџипи, albanisch Nderim Nexhipi; * 19. Mai 1984 in Skopje, SFR Jugoslawien) ist ein ehemaliger mazedonischer Fußballspieler. 

## Karriere
Nach einem Probetraining bei Hertha BSC im Alter von nur 17 Jahren unterschrieb er einen Vertrag bei den Berlinern, die eine Ablöse von 700.000 Mark an den FK Sloga Jugomagnat Skopje zahlten. Unter Trainer Jürgen Röber kam er zu mehreren Einsätzen im DFB-Pokal und stand auch in der Liga zweimal im Kader, kam dort allerdings nicht zum Einsatz. Nach der Entlassung Röbers hatte Nedžipi unter dem neuen Trainer Huub Stevens keine Chancen mehr, was auch an seinen vielen Verletzungen lag. 2003 kehrte er zum FK Sloga Jugomagnat Skopje zurück, wurde allerdings noch vor Saisonbeginn vom VfL Wolfsburg ausgeliehen, wo Jürgen Röber mittlerweile Trainer war. Nach sechs Monaten wurde Röber jedoch entlassen und Nedžipi konnte sich unter dem neuen Trainer, Eric Gerets, erneut nicht durchsetzen. Nachdem Gerets ihn aussortiert hatte, kehrte er nach Mazedonien zu Vardar Skopje zurück.
Doch auch in seiner Heimat wurde er nach Missverständnissen und Streit mit dem Manager nicht glücklich und wechselte nach nur einen halben Jahr zu Rabotnički Skopje. Dort konnte er sich endlich durchsetzen und war auch erfolgreich – in vier Jahren holte er dreimal die Meisterschaft. Das Interesse an ihm in Westeuropa wuchs wieder und vor allem in Belgien war er sehr begehrt. So kam es im Sommer 2008 zu Gesprächen mit dem KRC Genk, SC Lokeren und Lierse SK. Letztendlich entschied sich Nedžipi für den Lierse SK. Dort blieb er bis Ende 2010, ehe es ihn zu Qarabağ Ağdam nach Aserbaidschan zog. Im Sommer 2012 kehrte er zu KF Shkëndija in seine mazedonische Heimat zurück. Zu Beginn des Jahres 2013 verpflichtete ihn der rumänische Erstligist FC Vaslui. Im August 2013 kehrte er zu Shkëndija zurück, verließ den Klub aber schon Anfang 2014 nach Albanien zum FK Partizani Tirana. Bei Partizani wurde er zum Mannschaftskapitän und spielte mit seinem Verein um die Meisterschaft. Im Sommer 2015 schloss er sich Ligakonkurrent KS Flamurtari Vlora an. Anfang 2016 wechselte er abermals zu KF Shkëndija, nachdem er bei Flamurtari zuletzt nicht mehr berücksichtigt worden war. In Shkëndija saß er meist auf der Ersatzbank und kam lediglich auf fünf Einsätze. Nach der Vizemeisterschaft 2016 verließ er den Klub wieder und wechselte zu Aufsteiger KS Korabi Peshkopi nach Albanien. Anfang 2017 löste er seinen Vertrag auf und schloss sich dem kosovarischen Erstligisten KF Drita an. Im Januar 2018 gab Nedžipi sein Karriereende bekannt.

## Nationalmannschaft
2006 bestritt Nedzipi drei Partien für die mazedonische U-21-Auswahl und erzielte dabei zwei Treffer. Am 14. Dezember 2012 absolvierte der Mittelfeldspieler ein Testspiel für die A-Nationalmannschaft gegen Polen (1:4).

## Erfolge
- Mazedonischer Meister: 2001, 2006, 2008
- Mazedonischer Pokalsieger: 2008, 2016